# Perifete
Perifete este un uriaș din mitologia greacă, fiul lui Hefaistos (zeul focului în mitologia greacă). Acesta trăia pe drumul din apropierea cetații Epidaur și îi jefuia și omora pe drumeți cu o uriașă ghioagă turnată din bronz, făurită de tatăl său în vulcanul Etna. A fost ucis de eroul Tezeu, care i-a luat apoi ghioaga ca trofeu.

## Vezi și
- Lista personajelor mitologice elene
- Listă de ființe fabuloase în mitologia greacă
- Mitologie greacă
- Tezeu
- Hefaistos

1. 1 2  RSKD / Ἥφαιστος[*] Verificați valoarea |titlelink= (ajutor)
2. 1 2  Encyclopedia of Ancient Deities (1st edition)[*], p. 212 Verificați valoarea |titlelink= (ajutor)